# The Amazing Spiez!
The Amazing Spiez! (SpieZ! Nouvelle Génération) è una serie televisiva d'animazione, spin-off della serie Totally Spies!, incentrata sulla vita di quattro ragazzi, più piccoli di quelli della precedente serie, che lavorano come spie per la WOOHP, con Jerry.
La serie in Italia è stata trasmessa su DeA Kids dall'11 gennaio 2010.

## Trama
Quattro ragazzi come tanti altri, Tony, Marc, Lee e Megan, lavorano come spie per la WOOHP, oltre a frequentare le scuole medie. Dovranno affrontare numerose missioni, sconfiggendo terribili criminali, cui si alternano ai problemi tipici dei ragazzi della loro età.

## Personaggi principali

### Lee Clark
Primogenito dei Clark, ama lo sport e ne eccelle, nella serie pratica nuoto, calcio, basket e skateboard. Molto legato alla famiglia ha un ego elevato. Ha un carattere egocentrico e orgoglioso, cerca sempre di attaccare bottone con le ragazze, proprio come Clover.

### Marc Clark
Un vero Genio e una spia modello, secondo genito dei Clark. Se Lee si distingue negli sport, Marc si distingue per la sua mente, anche se il classico genio è abile negli sport. Durante la serie sviluppa la paura per le altezze che lo penalizzerà, riuscirà però a venirne a capo. Ha un carattere solare e riflessivo, proprio come Sam.

### Megan Clark
Unica figlia femmina è una patita della natura, è bizzarra ed eccentrica ma è sempre pronta a dare una mano se i suoi fratelli sono nei guai. Ama il viola, nella serie svilupperà qualche cotta mai andata fino in fondo. Megan è iscritta a molti fan club sulla Natura. Ha un carattere deciso, molto simile ad Alex.

### Tony Clark
Il più piccolo della famiglia, Tony è mingherlino e leggermente basso, ama i fumetti e fare scherzi e spesso si ritrova nei guai. È molto legato alla famiglia, specialmente al fratello Marc col quale condivide la stanza. Anche se fisicamente non è forte è molto agile. Ha un carattere impulsivo e allegro, molto simile ad Alex.

## Personaggi secondari

### Jerry
È il fondatore e amministratore della WOOHP, un uomo sui 60 anni, molto serio, calmo e intelligente. È lui a fornire i mezzi di trasporto ai ragazzi dal quartier generale, informarli sulle missioni, distribuire loro i gadget. Talvolta fornisce supporto durante le loro missioni attraverso informazioni o venendo coinvolto direttamente nell'azione. Si scopre che oltre al fratello gemello Terence ha anche una sorella di nome Sherry che come Terence ha tramato per eliminarlo e prendere il controllo della WOOHP a causa di un rancore giovanile.

### Tami
È la ragazza più popolare della scuola. È la rivale di Megan, che la trova fastidiosa e la detesta molto per essere viziata e snob tutto il tempo. È un po' come Mandy di Totally Spies.

### Cal Clark e Karer Clark
I genitori di Lee, Mark, Megan e Tony, Cal gestisce un negozi di articoli sportivi e Karen un'agente immobiliare, entrambi sono ignorati della doppia vita che conducono i loro figli. In passato entrambi erano due agenti segreti che lavoravano per la OOPSIE, un'agenzia composta da genitori, ma dopo aver compiuto la loro ultima missione si sono ritirati e gli è stata cancellata la memoria di quel periodo.

### Sam, Alex, Clover, Dean, Blaine e Britney
Solo le tre spie protagoniste di Totally Spies che lavorano con Jerry assieme ai loro tre colleghi, fanno ogni tanto qualche apparizione quando Jerry fa riferimento alle loro missioni ma sono anche apparsi durante una missione simulata per aiutare i ragazzi.